# Bust a Groove
Bust-a-Groove es un videojuego musical y de lucha para la Sony PlayStation lanzado en 1998. El juego fue publicado en Japón por Enix (ahora Square Enix).  El título original japonés era Bust A Move; pero fue cambiado en su lanzamiento en América, debido a que el juego Puzzle Bobble fue estrenado allí con ese nombre. El juego combina los bailes con unos ataques (llamados Jammers) con el cual puedes vencer a tu contrincante.

## Personajes
Frida
- Edad: 17
- Estilo de baile: Hip-hop de la costa oeste
- Jammer: Dibujo en el aire a un lobo que ataca al oponente.

Una artista (pintora) que vive una choza cerca de la playa. Su ambición es obtener el Groovetron para poder dar vida a sus pinturas. Es la hermana mayor de Comet.
Gas-O
- Edad: 15
- Estilo de baile: break dance
- Jammer: Atrapa asu oponente en una cámara de gas

Gas-O estuvo interesado en ser científico desde que tenía 8 años. Y ahora, a sus 15, él ha logrado varias tareas excepcionales, incluyendo ser consultor para la NASA, la determinación de tiempo en un acelerador de la partícula, y estudiar los elementos gaseosos en su laboratorio. Gas-O espera utilizar el Groovetron para desarrollar el gas definitivo.
Hamm
- Edad: 30
- Estilo de baile: Hip-Hop
- Jammer: Una hamburguesa gigante cae sobre el oponente

Él fue un gran bailarín, pero debido a su adicción a la comida chatarra subió bastante de peso. Trabaja en una hamburguesería debido a ello. Desea obtener el Groovetron para poder bajar de peso.
Heat
- Edad: 19
- Estilo de baile: Hip-hop de la costa este
- Jammer: Una llama cae sobre el oponente

Él era corredor, pero no ha vuelto a la pista porque quedó incinerado cuando estuvo implicado en un accidente terrible. Afortunadamente, hizo una recuperación total con la capacidad de manipular el fuego, y ahora desea utilizar el Groovetron para poder volver de nuevo a las pistas.
Hiro
- Edad: 20
- Estilo de baile: Lock
- Jammer: Una foto suya autografiada cae sobre el oponente

Hiro es un narcisista amante del disco. Vive en un pequeño apartamento donde trabaja en su computadora hasta el "sábado por la noche" donde es un playboy en la pista de baile.
Kelly
- Edad: 23
- Estilo de baile: Soul
- Jammer: Provoca una explosión al mover su cascabel

Ella es una secretaria que tiene un fetiche por las cosas infantiles y busca a un hombre. Ella compró su traje de goma para usarlo cuando le inviten a fiestas de disfraces.
Kitty Nakajima (Kitty-N)
- Edad: 16
- Estilo de baile: Jazz moderno y Jazz funk
- Jammer: Un estallido de energía

Esta estrella adorable de la TV fue conocida por su demostración en el show "Love Love Senshi Miracle 5". Ella desea utilizar la energía del Groovetron para ser la estrella de televisión definitiva. Ella ha comprado un penthouse de un edificio y lo ha convertido en su estudio de baile privado, para poder atraer a más gente.
Pinky Diamond
- Edad: 32
- Estilo de baile: Motown
- Jammer: Cartas de tarot gigantes caen sobre el oponente

Ella es estríper, lectora de la fortuna, y una asesina profesional contratada. No es ninguna maravilla que ella es tan extraña. Ella tiene la energía de ver en el corazón las demandas de su amante para conocerle mejor que usted. 
Shorty
- Edad: 12
- Estilo de baile: Candy Hip-hop
- Jammer: Gigantes caramelos caen sobre el oponente

Ella es la hija de un DJ y una supermodelo. Obviamente, Shorty vive en una familia adinerada que no tiene otra afición que bailar con Columbo, su ratón. Su amor por la música anticuada la conduce a la locura en un mercado, donde ella frenéticamente busca cintas Estéreo-8. 
Strike
- Edad: 21
- Estilo de baile: Gangsta Groove
- Jammer: Dispara a su oponente con dos pistolas

Él es un pandillero callejero y planea hacer algo en la penitenciaria del estado. Él está reclutando compañeros de la prisión para crear un equipo de baile llamada "La bola y la revista de la cadena". La palabra favorita de Strike es "libertad".
Burger Dog
- Estilo de baile: Hip-Hop
- Jammer: Una hamburguesa gigante cae sobre el oponente

Burger Dog es el perro que aparece cuando enfrentas a Hamm en la hamburguesería. Este personaje aparece cuando pasas el juego por primera vez.
Capoeira
- Estilo de baile: Capoeira
- Jammer: Una pared de energía aturde al oponente

Capoeira, individualmente conocidos como Kiki y Lala, son dos alienígenas que llegaron a la Tierra para recolectar música de Japón. Deben también aquí exhibir la energía del Groovetron, su invención especial de la "energía que baila". Se "desbloquean" tras pasar el juego.
Columbo
- Estilo de baile: Hip-hop
- Jammer: Gigantes caramelos caen sobre el oponente

Columbo es la mascota de Shorty y baila constantemente con ella. Columbo se desbloque cuando finalizas el juego jugando con Shorty.
Robo-Z
- Estilo de baile: Techno Beat
- Jammer: Una ráfaga de ondas eléctricas

Robo-Z fue construido por una tirana organización conocida como "Secreto X". Su propósito es poder obtener todo el poder de Groovetron. Mide alrededor de 50 pies en el nivel final, pero cuando los escoges como jugador, su tamaño es el de un humano. Se desbloquea jugando en el modo difícil.

## Canciones[1][2][3]
- Frida - "Sueños de Cielo, Mar y Arco iris" (空と海と虹の夢 Sora to Umi to Niji no Yume?) - Akiko Sugawara y Ike Nelson (como DJ Ike).
- Gas-O - Chemical Love - Kaleb James y Chey
- Hamm/Burger Dog - I luv hamburgers - RAVEMAN Feat. Terry-T y Sweet Jodi
- Heat - 2 Bad - Sweet Jodi
- Hiro - The Natural Playboy - Kaleb James
- Kelly - Transform - Atsuko Yamaoka. En Estados Unidos y Europa fue adaptada (manteniendo el mismo título) - Robbie Danzie
- Kitty-N - Aozora no KNIFE (青空のknife?) - Hatsumi Morinaga. En Estados Unidos y Europa fue adaptada como Bust A Groove - Sharon Woolf
- Pinky - I know - Donyale Renee (como "Donyale Fredericks")
- Shorty/Columbo - Waratte pon  (笑ってぽんWaratte pon ?) - Rina Genga. En Estados Unidos y Europa fue adaptada como Shorty and the EZ MOUSE - Crystal Kay
- Strike - Power - Terry-T y Sweet Jodi
- Capoeira - Uwasa no CAPOEIRA" (噂のカポエラUwasa no CAPOEIRA"?)  - Rui Tsurumizu. En estados Unidos y Europa fue adaptada como CAPOEIRA - Dawn Moore
- Robo-Z - FLYIN' TO YOUR SOUL - US-TOM Feat. Donna Burke (como "Donna")

Adicionalmente, un remix del sencillo Aozora no KNIFE (Cuchillo azul) es usado como tema de inicio en el juego, al igual que otro remix del mismo tema es usado a la hora de mostrar los créditos.
Nota: Terry-T y Sweet Jodi se tratan de la misma persona, "Chosen Effect", quien utilizó dichos alias.

## Versiones
El juego tuvo dos diferentes versiones en Japón; el primero (que es el más común) solo era un disco y contenía únicamente el juego. El segundo, contenía dos discos: el juego y un disco premium. El disco premium contenía cuatro películas y podías acceder a ellas pasando el juego y guardándolos en un memory card. Uno de los videos aparecía Hatsumi Morinaga, la intérprete del sencillo de Kitty-N. Contiene escenas de la artista cantando en el estudio de grabación, una entrevista, y una versión en imagen real del juego (incluyendo el vestuario y los tipos de baile de cada personaje). Los otros tres videos muestran escenas de diferentes juegos de la empresa Enix: AstroNoori, Star Ocean: The Second Story, y Hello Charlie (conocido como Eggs of Steel en Estados Unidos).

## Cambios
La versión de Estados Unidos presenta varias diferencias a la original (japonesa) debido a las diferencias culturales que presentan ambos países. Estos cambios afectaron también a la versión para Europa.
- Hiro originalmente está fumando un cigarrillo todo el tiempo, pero fue eliminado en la versión norteamericana y europea.
- La canción de Hamm originalmente incluye la palabra nigga en la letra. Las partes de la canción que contenían esa palabra fueron eliminadas.
- Hamm originalmente tiene una piel negra azabache con labios gruesos. El color fue cambiado al mismo que presentaban los labios, para darle una apariencia más latina al personaje.
- Durante el juego, Strike está bebiendo de una botella. Esto es cambiado por una lata de soda (similar a una Coca cola).
- En la versión japonesa del tema del personaje Strike, titulado Power, en una de las estrofas decía "Go drink that tequila here comes your cola chaser". Esta frase fue totalmente eliminada en la versión estadounidense (y por consiguiente, la europea) por hacer referencias al alcohol. Por este motivo, la voz deja de sonar durante unos segundos y sólo se escucha la música.
- Transform, Waratte PON, Aozora no KNIFE y Uwasa no KAPOEIRA  fueron adaptados del japonés al inglés para Estados Unidos y Europa. Transform mantuvo el título y el resto fueron traducidos como "Shorty and the EZ MOUSE", "Bust A Groove" y "CAPOEIRA".

## Recepción
La revista Hyper analizó el juego de PlayStation y le dio una puntuación del 91%. Next Generation analizó la versión de PlayStation, calificándola con cuatro estrellas sobre cinco, y declaró que "Bust-A-Move es definitivamente una idea cuyo momento ha llegado, y ayuda a cerrar la brecha entre el juego hardcore y el atractivo de la cultura de masas. No hace daño que también sea una explosión para jugarlo en serio. Next Generation también analizó la versión estadounidense de PlayStation, calificándola con cuatro estrellas de cinco, y afirmó: "canciones abrumadoramente contagiosas que han sido traducidas al inglés para los EE. UU., hordas de bailarines secretos y escenarios, toques encantadores como animaciones secundarias en los escenarios para jugadores que ejecutan películas difíciles y un concepto inteligente, aunque no del todo único, hacen de Bust-A-Groove un juego que merece encontrar una audiencia en los EE. UU".
La revista Hobby Consolas le otorgó una puntuación de 91/100 calificándolo de "espectáculo sonoro y visual".